# Francisco de Miranda (khu tự quản)
Francisco de Miranda là một khu tự quản thuộc bang Anzoátegui, Venezuela. Thủ phủ của khu tự quản Francisco de Miranda đóng tại Pariaguán. Khự tự quản Francisco de Miranda có diện tích 5334 km2, dân số theo điều tra dân số ngày 21 tháng 10 năm 2001 là 34769 người.